# Nemesis (compilation)
Nemesis è il primo Sampler della Label indipendente ersguterjunge.
L´album è uscito il 17 febbraio del 2006 e contiene i seguenti artisti: Bushido, Baba Saad, Chakuza, Eko Fresh, D-Bo, Bizzy Montana, Nyze e Billy13.
Dal 30 marzo del 2007 il disco non può più essere venduto ai minorenni. Il motivo lo ha dato la Bundesprüfstelle für jugendgefährdende Medien o semplicemente abbreviato BPjM che in Germania si occupa delle censure multimediali, che in questo caso comprende il controllo di discriminazione e misoginia. In particolare per la traccia No Homo.

## Produzione
Su Nemesis hanno contribuito i produttori:  Bushido, Beatlefield, Bizzy Montana, Kingsize.

## Successo
Il disco è arrivato al 4º posto nella Media Control Charts e per 11 settimane è riuscito a mantenersi sopra i Top 100 in Germania.

## Tracce
| #  | Titolo                             | Artista                                                | Durata |
| -- | ---------------------------------- | ------------------------------------------------------ | ------ |
| 1  | Intro                              | Bushido e Baba Saad                                    | 1:45   |
| 2  | Nemesis                            | Bushido, Eko Fresh, Baba Saad, Chakuza, D-Bo e Billy13 | 4:20   |
| 3  | Boom                               | Chakuza e Bizzy Montana                                | 3:59   |
| 4  | S.A.A.D.                           | Baba Saad                                              | 3:55   |
| 5  | Bruderliebe                        | D-Bo, Nyze e Bushido                                   | 3:43   |
| 6  | Der König persönlich               | Eko Fresh e Baba Saad                                  | 3:54   |
| 7  | Ihr könnt...                       | Bushido, Bizzy Montana, Chakuza (feat. Midy Kosov)     | 3:46   |
| 8  | Augen auf                          | Baba Saad e Chakuza                                    | 3:32   |
| 9  | Du bist out                        | D-Bo                                                   | 3:04   |
| 10 | Bada boom bada bang                | Bushido, Eko Fresh e Baba Saad                         | 4:01   |
| 11 | Montana                            | Bizzy Montana                                          | 2:57   |
| 12 | No Homo                            | Chakuza e Nyze                                         | 2:58   |
| 13 | Einzelkampf                        | Bushido, Chakuza e Nyze                                | 3:16   |
| 14 | So viele Nummern                   | Eko Fresh e Bushido                                    | 3:12   |
| 15 | Welt in Flammen                    | Chakuza e Billy13                                      | 3:17   |
| 16 | Auf der Suche                      | Bushido e Baba Saad                                    | 3:52   |
| 17 | Weil ich auf dich scheiss          | Billy13 e Eko Fresh                                    | 4:27   |
| 18 | Gute Jungs                         | Chakuza e D-Bo                                         | 3:20   |
| 19 | Guck dich um                       | Bushido e Chakuza                                      | 3:31   |
| 20 | Denn sie wissen nicht, was sie tun | Eko Fresh e Chakuza                                    | 4:07   |
| 21 | Lichterkette                       | Bushido                                                | 3:26   |
| 22 | Outro                              |                                                        | 1:16   |